# Биорель
Биорель (фр. Bihorel) — город на севере Франции, регион Нормандия, департамент Приморская Сена, округ Руан, кантон Буа-Гиойм. Пригород Руана, расположен в 2 км к северо-востоку от центра города.
Население (2018) — 8 331 человек.

## История
До 1892 году Биорель был частью коммуны Буа-Гийом, затем был выделен в отдельную коммуну. В 2010 году было подписано соглашение об обратном соединении двух коммун в одну, но на референдуме в 2011 году население обеих коммун проголосовало против объединения, и с 1 января 2014 года Буа-Гийом и Биорель снова существуют порознь.

## Достопримечательности
- Церковь Нотр-Дам-де-Анже XIX века

## Экономика
Структура занятости населения:
- сельское хозяйство — 0,0 %
- промышленность — 11,0 %
- строительство — 13,2 %
- торговля, транспорт и сфера услуг — 48,2 %
- государственные и муниципальные службы — 27,6 %

Уровень безработицы (2017) — 12,9 % (Франция в целом — 13,4 %, департамент Приморская Сена — 15,3 %). 

Среднегодовой доход на 1 человека, евро (2018) — 24 120 (Франция в целом — 21 730, департамент Приморская Сена — 21 140).

## Демография
Динамика численности населения, чел.

## Администрация
Пост мэра Биореля с 2001 года занимает член партии Союз демократов и независимых Паскаль Уброн (Pascal Houbron). На муниципальных выборах 2020 года возглавляемый им правый список победил в 1-м туре, получив 56,62 % голосов.
| Период | Период | Фамилия       | Партия                        | Примечания                                      |
| ------ | ------ | ------------- | ----------------------------- | ----------------------------------------------- |
| 1968   | 1983   | Клод Лево     |                               |                                                 |
| 1983   | 2001   | Жан Фрере     | Разные правые                 | руководитель предприятия                        |
| 2001   |        | Паскаль Уброн | Союз демократов и независимых | управленец, член Регионального совета Нормандии |

## Города-побратимы
- Соар Валли, Англия
- Руоко, Буркина-Фасо
- Тикаре, Буркина-Фасо
- Ильцен, Германия
- Баш-Камп, Испания
- Торджано, Италия
- Вейхерово, Польша